# عدد باریونی
در ذرات بنیادی عدد باریونی(به انگلیسی: Baryon number) عددی کوانتمی است که برای باریون‌ها برابر ۱ برای پادباریون‌ها برابر -۱ و برای بقیه عناصر صفر است و این مقدار باید در هر برهمکنش کوانتمی پایسته بماند.
عدد باریونی موجب می‌شود تا پروتون پایدار شود اما نظریه وحدت بزرگ پایستگی عدد باریونی در واپاشی‌ها الزامی نمی‌داند به همین دلیل پروتون نیز واپاشی می‌کند